# Myrioblephara pergrisea
Myrioblephara pergrisea är en fjärilsart som beskrevs av W. Warren 1903. Myrioblephara pergrisea ingår i släktet Myrioblephara och familjen mätare. Inga underarter finns listade i Catalogue of Life.